# Peter Freuchen

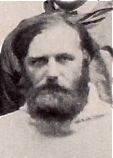
Peter Freuchen, 1921

Lorentz Peter Elfred Freuchen (* 20. Februar 1886 in Nykøbing Falster, Dänemark; † 2. September 1957 in Anchorage, Alaska) war ein dänischer Polarforscher und Schriftsteller. Er gründete gemeinsam mit Knud Rasmussen die nordgrönländische Handelsstation Thule und beteiligte sich an mehreren arktischen Expeditionen.

## Leben
Peter Freuchens Eltern waren der Kaufmann Lorentz Bentson Freuchen und seine Frau Friderikke, geb. Rasmussen. Er war das älteste von sechs Kindern. Nach dem Schulbesuch begann er 1904 mit dem Medizinstudium in Kopenhagen. 1906 nahm er als Heizer und meteorologischer Assistent an der Danmark-Expedition unter Ludvig Mylius-Erichsen nach Nordostgrönland teil. Meteorologe der Expedition war Alfred Wegener.
1909 kehrte er nach Dänemark zurück und begann als Journalist für die linksliberale Zeitschrift Politiken zu arbeiten. Er freundete sich mit Knud Rasmussen an, und sie hielten zusammen Vorträge über Grönland. Gemeinsam fassten sie den Plan, eine Handelsstation in Nordgrönland zu etablieren, um damit sowohl den Polareskimo benötigte Handelswaren zu fairen Preisen zu liefern als auch die Gegend zu erforschen und dänische Hoheitsansprüche geltend machen zu können. 1910 reisten sie mit ihren ersten Waren nach Nordgrönland und errichteten in der North Star Bay ihre Station in Uummannaq, wo im Jahr zuvor auch schon eine Missionsstation errichtet worden war. Die Station erhielt auf Freuchens Vorschlag hin den mythischen griechischen Namen Thule. 1911 heiratete Freuchen die Inughuit-Frau Navarana, eine Schwester von Inuutersuaq Ulloriaq (1906–1986).
1912 unternahmen Freuchen und Rasmussen die erste von insgesamt sieben sogenannten Thule-Expeditionen. Gemeinsam mit den zwei Inuit Uvdloriark und Inukitsork überquerten sie das Inlandeis, um in Ostgrönland den verschollen geglaubten Polarforscher Ejnar Mikkelsen zu suchen und den Peary-Kanal kartografisch aufzunehmen. Mikkelsen war mittlerweile bereits wieder in die Zivilisation zurückgekehrt und der Peary-Kanal erwies sich als nicht existent. 1913 kehrte Freuchen für fünf Wochen nach Dänemark zurück, verbrachte aber die folgenden Jahre als Stationsverwalter in Thule. 1916 wurde sein Sohn Merĸusâĸ Kaivigánguaĸ Kilemeĸ Angutdluk Freuchen (1916–1962) geboren, 1918 seine Tochter Pipaluk (1918–1999).
Im Dezember 1919 besuchte Freuchen mit Frau und Kindern seine Familie in Dänemark, wobei er sich als Vortragsreisender betätigte, aber auch schwer an der damals grassierenden Spanischen Grippe erkrankte und Wochen im Krankenhaus verbringen musste.
Zur Vorbereitung der schon lange von Knud Rasmussen geplanten fünften Thuleexpedition kehrte er mit Frau und Sohn im Sommer 1920 nach Thule zurück, reiste aber im Herbst mit Aufenthalten in Südgrönland erneut nach Dänemark. Im Mai 1921 reiste er wieder nach Grönland, um dort Knud Rasmussen zu treffen und als Kartograph und Naturwissenschaftler an der Thuleexpedition teilzunehmen, die unter Rasmussens Leitung von der Hudson Bay aus die Inuit in Kanada und Alaska erforschen wollte. Seine Frau Navarana sollte ihn begleiten und für die Expedition als Näherin arbeiten, starb aber auf dem Weg in Upernavik an der Grippe.
Im Zuge der fünften Thule-Expedition unternahm Freuchen 1921 und 1922 viele Fahrten im Gebiet der Hudson Bay und kartierte zusammen mit Therkel Mathiassen (1892–1967) Teile der Southampton-Insel, die Ostküste der Melville-Halbinsel und große Gebiete des nördlichen Baffinlandes. Im Januar 1923 erfror ihm bei einer Temperatur von −54 Grad Celsius sein linker Fuß. Im Frühjahr 1924 reiste er per Hundeschlitten und Schiff über Baffinland und Grönland zurück nach Dänemark, wo er im November des Jahres seine Jugendfreundin Magdalene Vang Lauridsen (1881–1960) heiratete.

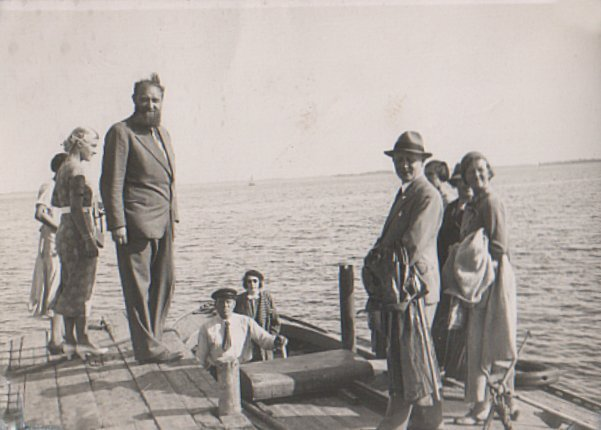
Peter Freuchen mit Gästen auf Enehøje

1926 erwarb er die kleine, bei Nakskov vor Lolland gelegene Insel Enehøje. Der landwirtschaftliche Betrieb wurde von einem Verwalter mit mäßigem Erfolg versehen, während sich Freuchen als Journalist, Vortragsreisender, Filmschaffender und Schriftsteller betätigte. Er verfasste sowohl Romane – die überwiegend in Grönland und Kanada spielen – als auch Sachbücher, Reiseerzählungen sowie Biografien und Autobiografien. Alle seine Werke sind sehr humorvoll und zeigen seine tiefe Verbundenheit mit den Eskimos sowie einen kritischen Standpunkt gegenüber kirchlichen und weltlichen Würdenträgern.
1927 musste sein Fuß schließlich amputiert werden, was ihn für weitere Polarexpeditionen untauglich machte. 1932 und 1933 arbeitete er in Hollywood und Alaska an der Verfilmung seines Romans Eskimo mit, unter anderem auch als Schauspieler. Der Film erhielt gute Kritiken und den erstmals vergebenen Oscar für den besten Schnitt.
Seit Mitte der 1930er nahm Freuchen auf seiner dafür günstig gelegenen Insel Flüchtlinge aus Deutschland auf. Nach der Besetzung Dänemarks 1940 durch deutsche Truppen half er den Flüchtlingen auch nach Schweden. Aufgrund seiner Widerstandsaktivitäten wurde Freuchen verhaftet und verurteilt. Ihm gelang jedoch die Flucht nach Schweden. Seine Bücher wurden seit 1933 in Deutschland nicht mehr aufgelegt und erschienen erst nach dem Krieg wieder. 1944 wurde seine Ehe geschieden, und ein Jahr später heiratete er die Modezeichnerin Dagmar Cohn (1907–1991).

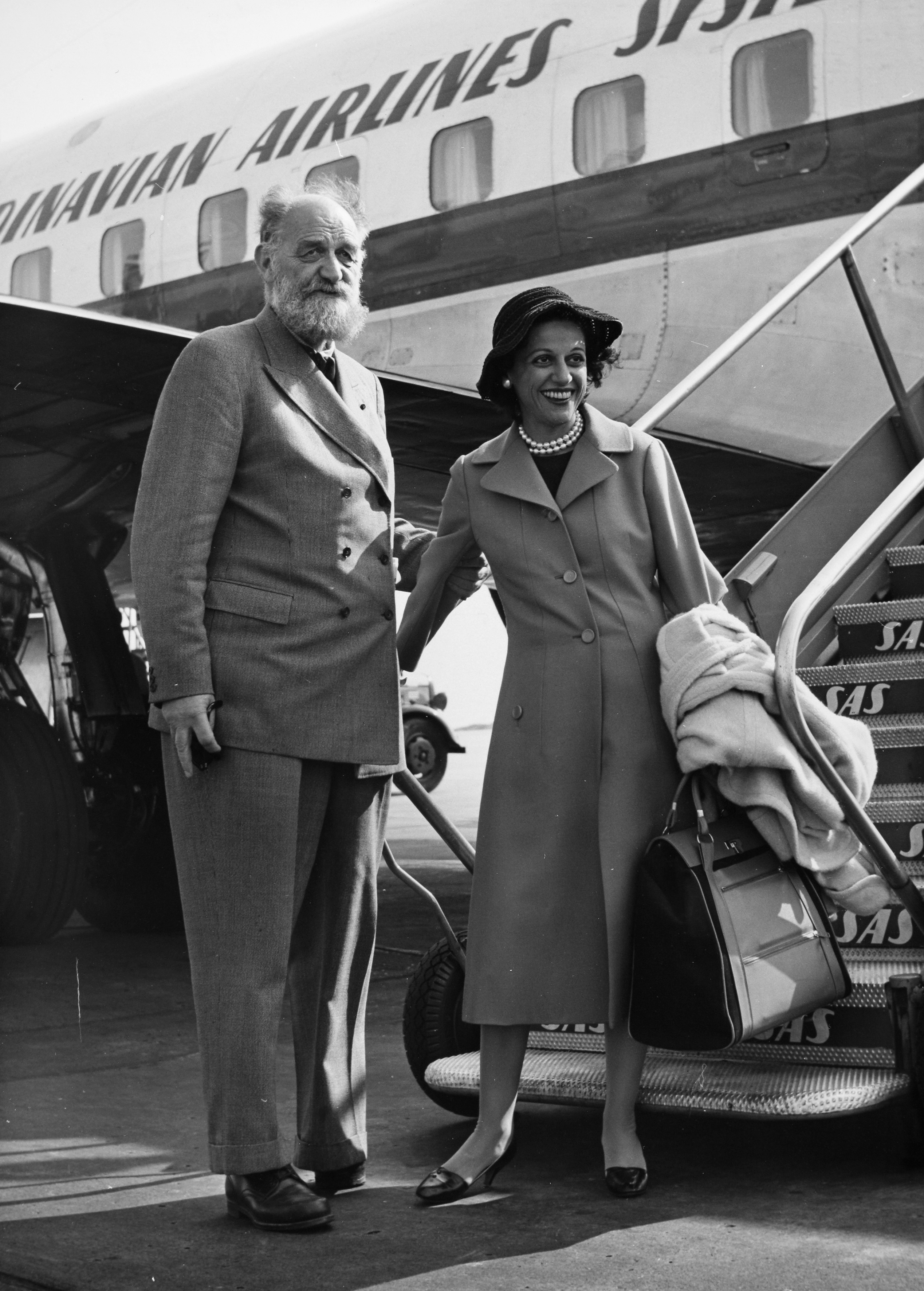
Peter Freuchen mit seiner Frau Dagmar Cohn Anfang der 1950er Jahre

Nach dem Krieg lebte Freuchen in New York – mitten in Manhattan – und hatte ein Sommerhaus in Connecticut. Er arbeitete hauptsächlich als UN-Korrespondent für Politiken und dänische Zeitschriften in den USA, schrieb aber auch weiterhin Bücher. 1956 gewann er ein Vermögen in der ersten großen US-Quizsendung „Die 64.000 Dollar Frage“ mit der korrekten Beantwortung von 17 arktis-relevanten Fragen.
Im September 1957 starb er während einer Reise, die ihn gemeinsam mit dem norwegisch-amerikanischen Flugpionier Bernt Balchen, dem australischen Polarforscher Sir Hubert Wilkins und dem amerikanischen Admiral Donald MacMillan (1874–1970) – allesamt Arktis-Veteranen – per Flugzeug von Alaska über den Nordpol nach Thule führen sollte, an einem Schlaganfall. Seine Asche wurde auf dem Thulefjell verstreut.
Freuchen zu Ehren wurde 1986, also hundert Jahre nach seiner Geburt, der Asteroid (3369) Freuchen nach ihm benannt. Die Königliche Dänische Geographische Gesellschaft verlieh ihm 1921 die Hans-Egede-Medaille.

## Werke von Peter Freuchen (Auswahl)
- Der Eskimo. 1928
- Der Nordkaper. 1930
- Ivalu. 1931
- Meine grönländische Jugend. 1937
- Das Leben geht weiter. 1941
- Larions Gesetz. 1948
- Das Buch der Sieben Meere. 1958

Erinnerungsstücke von Peter Freuchen befinden sich im Thule Museum in Qaanaaq.